# Belle fleur jaune
 (juillet 2017).
Pour les articles homonymes, voir Bellefleur.

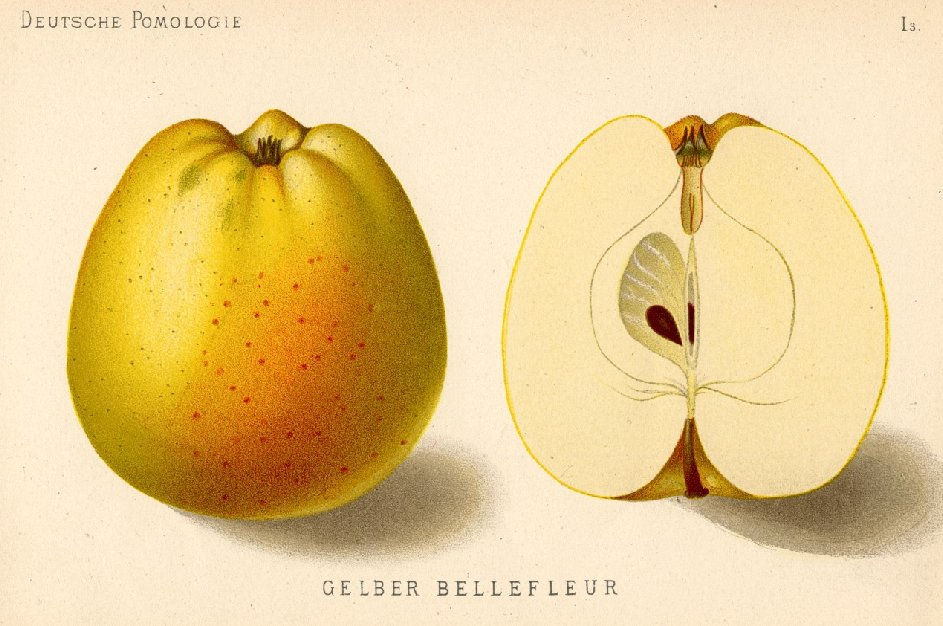

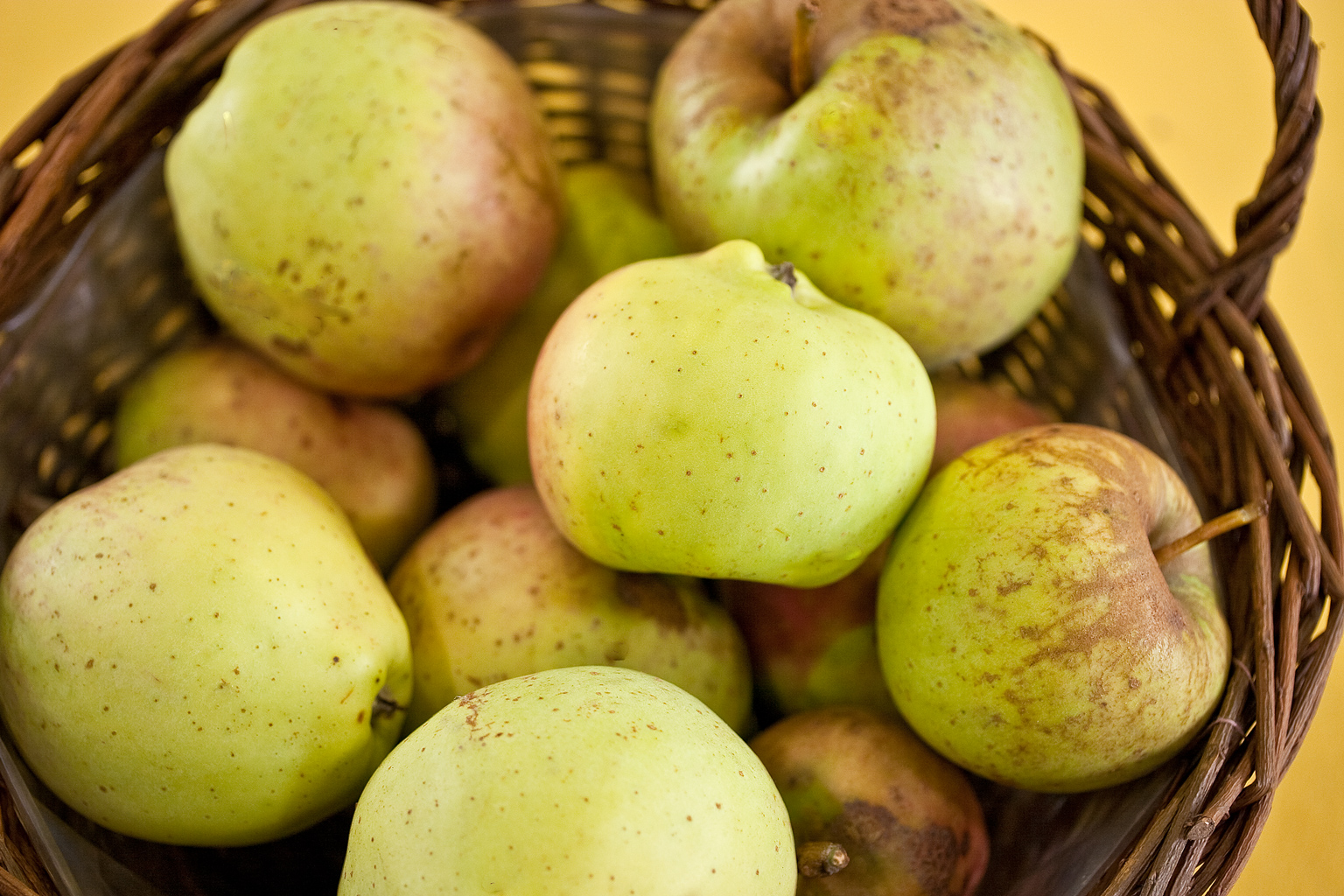

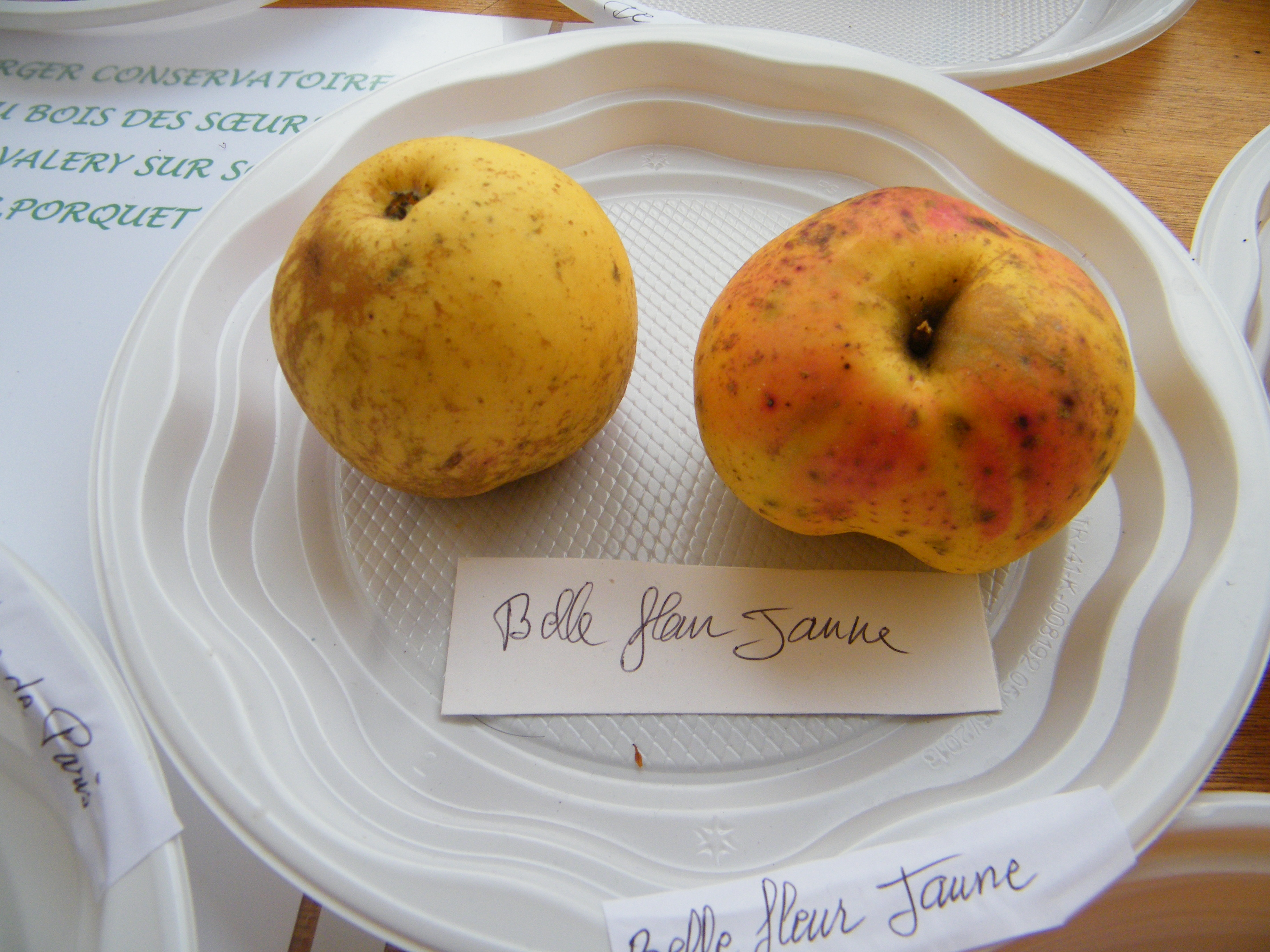

La Belle fleur jaune est une ancienne variété de pomme d'hiver. Cette pomme est donc particulièrement appréciée pour sa longue durée de conservation.

## Synonymes
- Belle Flavoise,
- Linneous Pippin,
- Linous Pepping,
- Metzger apfel,
- Seek no further,
- Gelber Belle Fleur,
- Yellow Bellflower,
- Yellow Bellefleur,
- Weidenapfel,
- Krassotzvet.

## Origine et historique
Cette variété est originaire du Connecticut. Elle y est obtenue à Westfield, en 1817. Pour d'autres, la variété est originaire de l'État du New Jersey.
Elle est encore fréquente en Basse-Normandie où elle a été importée par les pépinières Baumann au XIXe siècle.

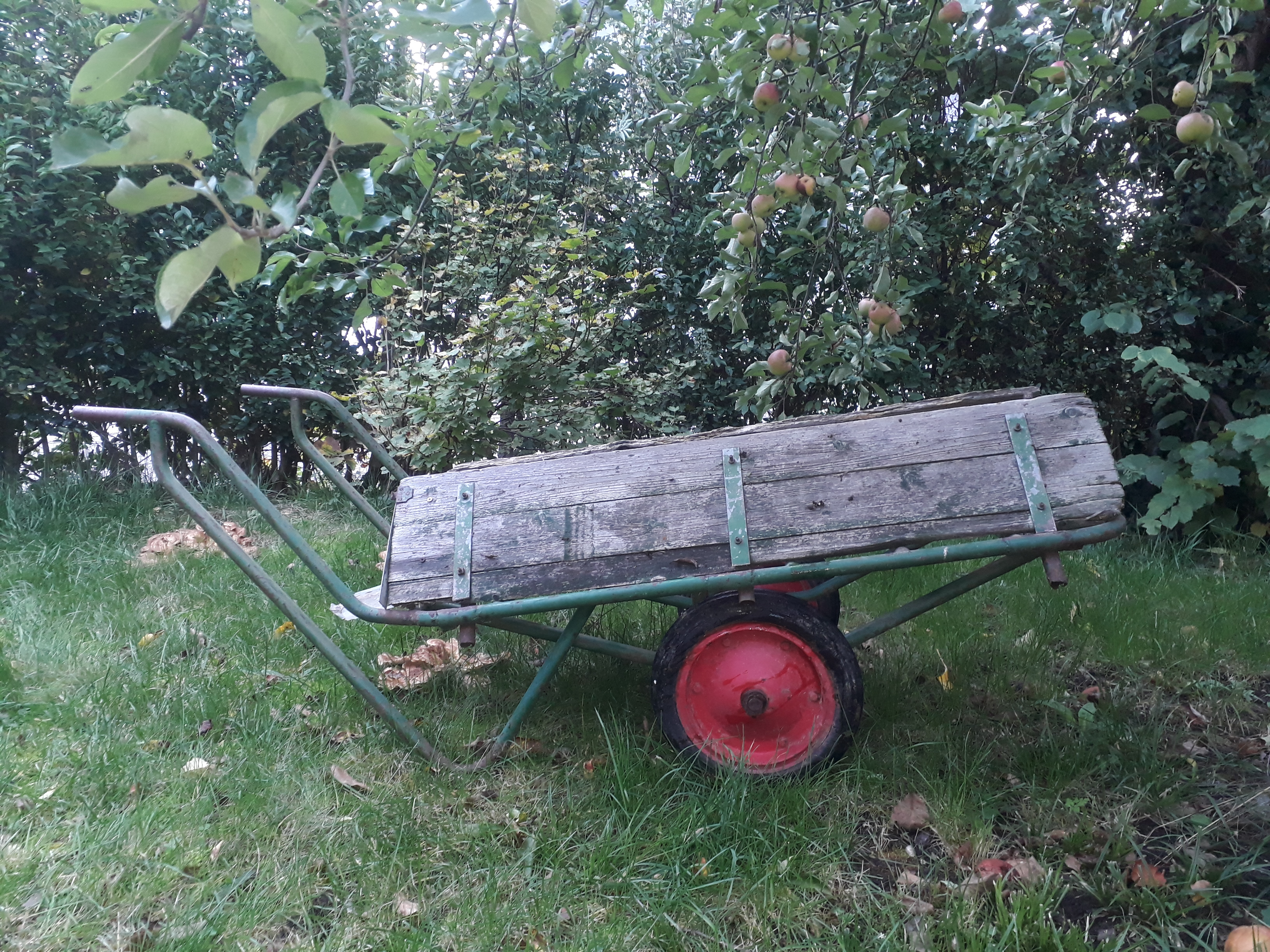
Récolte de Belle-Fleur à Vottem, Belgique.

## Parenté
- Descendants:
  - Belfleur Kitaika (Russie 1914)[2]

## Confusions possibles
Il existe plusieurs variétés de pommes nommées "belle fleur", dont :
- Belle fleur d'Argonne (bonne conservation, jusqu'en mars) ;
- Belle fleur double (bonne conservation, jusqu'en mars) ;
- Belle fleur rouge (celle qui se conserve le plus longtemps, jusqu'en avril) ;
- Belfleur Krasnyi.

## Description

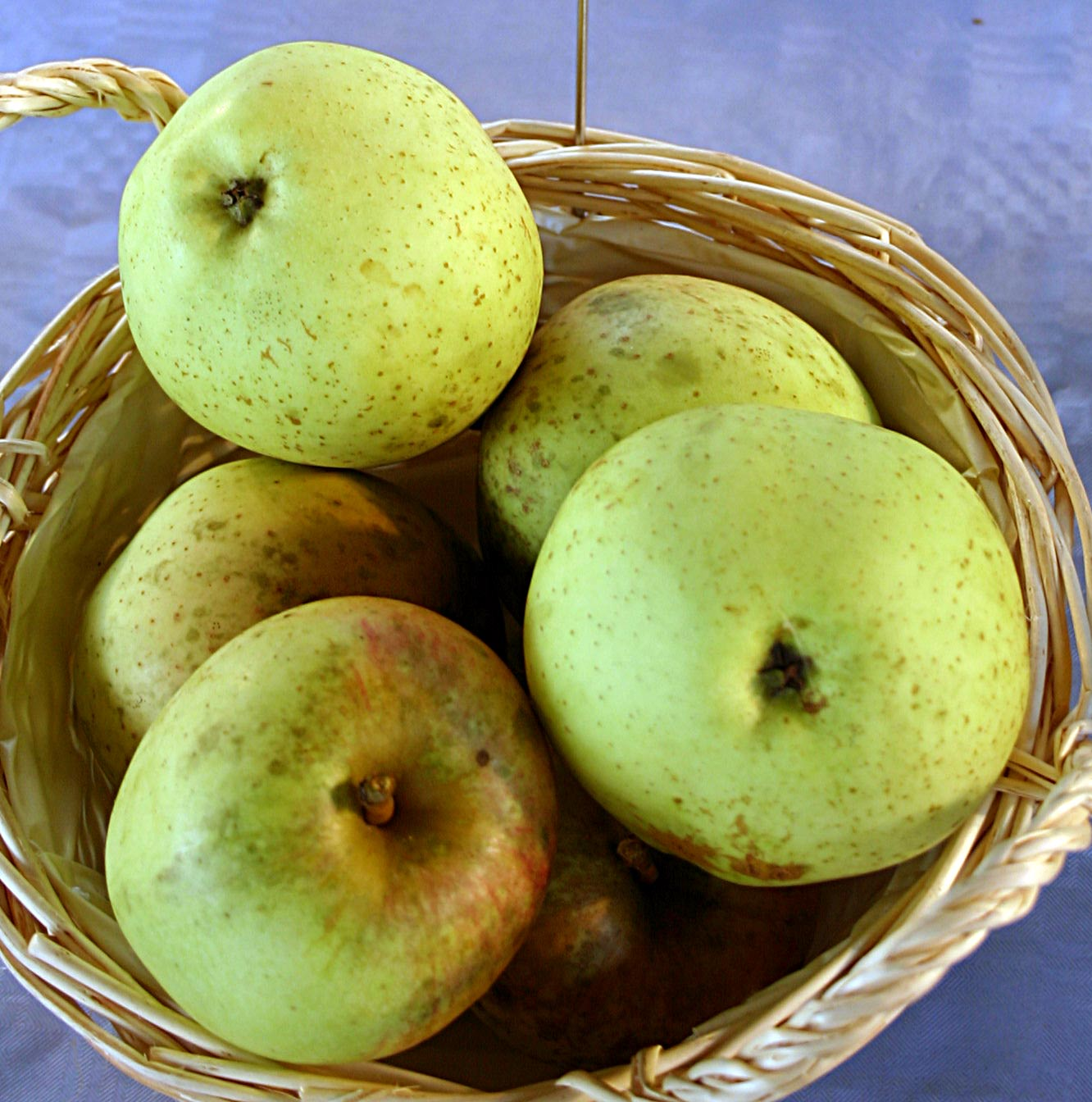
Panier de pommes Belle fleur jaune.

La "Belle fleur jaune" est une pomme assez grosse à grosse. Exceptionnellement le fruit peut être très gros lorsque l'arbre est conduit sous une forme de cordon avec porte-greffe adapté.
Le fruit est de forme conique allongée, renflée à la base, plus haute que large, avec un pourtour côtelé et très irrégulier vers le sommet, souvent plus volumineux d'un côté que de l'autre.
L'épicarpe est d'un beau jaune brillant, légèrement lavé de rose à l'insolation, piqueté de points gris-roux et marbré de fauve dans la cavité pédonculaire.
La chair blanc-jaunâtre est tendre, juteuse, légèrement acidulée et à l'arôme agréable.

## Culture
- Vigueur et croissance : le cultivar est vigoureux. L'arbre est à croissance rapide et donne des rameaux longs et fins ayant tendance à fléchir (Port type 4).
- Convient à toutes les formes.
- Alternance : tendance à une production bisannuelle. Même si cette variété produit abondamment certaines années, elle n'est donc pas très intéressante pour une production régulière.
- Tavelure : susceptible. Même si cette variété rustique résiste assez bien, elle n'est donc pas très appropriée à un jardin.
- Sensible au puceron lanigère.
- Groupe de floraison : C (mi-saison).
- Fécondation par:
  - Compatibles et semi-compatibles : Reinette Ananas, Cortland, Empire, Golden delicious, Grenadier, James Grieve, Lobo, Transparente de Croncels.
- Maturité : à récolter vers la mi-octobre.
- Conservation : les pommes peuvent se conserver jusqu'en mars.